# Aspidophiura
Aspidophiura is een geslacht van slangsterren uit de familie Ophiolepididae.

## Soorten
- Aspidophiura cherbonnieri Vadon, 1991
- Aspidophiura corone Hertz, 1927
- Aspidophiura forbesi (Duncan, 1879)
- Aspidophiura minuta (Lyman, 1878)
- Aspidophiura uniumbonata Murakami, 1942
- Aspidophiura watasei Matsumoto, 1915